# Чедомир Илић (роман)
Чедомир Илић роман је Милутина Ускоковића (1884—1915) написан 1914. године. Милутин Ускоковић, један од утемељивача модерне српске прозе, стекао је праву књижевну славу романима Дошљаци (1910) и Чедомир Илић.

## Посвета
| „ | Ова књига је посвећена погинулим Србима у ратовима 1912. и 1913. године, јер они који су пали за Отаџбину, по речима једног великог песника прошлог столећа, заслужују да на њихове хумке долази свет и молитве чита; међу најлепшим именима њихово име је најлепше; сва слава, пред њима, бледи и губи се, и као што би радила мајка, глас целог народа их љушка у њиховим гробовима. М. У. | ” |

## О делу
Ускоковић прича љубавну причу између Чедомира и Вишње, само што та љубавна прича по правилу има трагичан епилог. Ускоковић настоји да уђе у унутрашњи свет својих јунака и да прикаже сву амбивалентност тог света. Жели да се неке од веома старих тема (а најпре тема љубави) на нов начин уводе у причу.
Ускоковићеви јунаци су дошљаци, они у Београд долазе из унутрашњости и зато се у граду осећају тескобно. Писац говори о човеку који је покидао везе с оним што је исконско и првобитно и зато не успева да стигне до ма ког облика животне среће. Ускоковићеви јунаци су странци у свету и животу, људи који лутају и не успевају да стигну до циља. Љубав Чедомира и Вишње окончава се његовим самоубиством и њеним вегетирањем у сеоској средини. У овом роману Ускоковић је дао снажну слику унутрашњег живота својих јунака, служећи се оним обликом приповедања који омогућава да се споји оно што је лирско и оно што се збива у тзв. спољном свету. Захваљујући томе, Ускоковић је овом роману наговестио тенденције које ће до пуног изражаја доћи у прози која је објављивана после Првог светског рата.
Роман Чедомир Илић је на неки начин двојник романа Дошљаци, и основном идејом и општом атмосфером. Илић је врло сродан главном лику Дошљака Милошу Кремићу. Главни женски ликови нису слични, Вишња није нимало слична Зорки из Дошљака. Вишња је студенткиња и врло млада, насупрот Зорки која није ни једно ни друго. Илић је заљубљен у Вишњу и нема ниједног разлога да с њом не жели брак. Вишња је поносита и као да мери сваку реч Илићеву на ваги својих укуса и својих уверења. Илић јој је усадио идеју о школованој и еманципованој жени. Она је његове речи претворила у своја убеђења, а код њега је дошло до преокрета. У једном неконтролисаном тренутку чулне плиме, он је ступио у контакт са хромом Белом. Постао је зет једног министра. Илић је на крају хтео да побегне од Беле, али га Вишња није прихватила и он се одлучио на самоубиство. Иако су оба ова романа љубавни, исто тако су и друштвени романи. Сликају друштво једног времена и личност која би хтела да му се супротстави али је немоћна и без ослонца.

### Београдски оквир
Роман има београдски оквир. У том Београду петлови кукуричу са свих страна и раном зором буде сањиве грађане. Ускоковићеви јунаци су студентска сиротиња и они нас воде на периферију с њеним дугачким авлијама и скромним собичцима.

#### Капетан-Мишино здање
Ускоковић нас уводи у старо Капетан-Мишино здање, највећу и најлепшу зграду тог Београда, чија лепота није само архитектонска; та је зграда бастион слободе и “верна слика нашег друштва” (како каже сам Ускоковић).
| „ | Капетан-Мишино зданије, где се налазила Велика школа, имало је нечега пријатељског, свога. Оно је било као општа ђачка кућа, непобедан бедем који је пркосио свакој реакцији. Полиција није смела ући ту; за ђаке је пак било стално отворено. Могло се ту склонити од жандармске потере, испред кише или кад човек не зна куда ће. Увек би се нашло друштва, водили се занимљиви разговори о паметним стварима. Није се правила разлика по старешинству, годинама ни по породици. Сви су били студенти, равни један другоме. … Могло се ићи из ходника у ходник, из слушаонице у слушаоницу, с предавања на предавање. Нико вас није питао: шта ћете и кога тражите? Слобода, драга, мила слобода, пун идеал тога појма, тако присног свима нама навикнутим на распуштеност источњачком природом, савршена слобода испуњавала је тај посвећени кут Београда и била његов најбољи украс. | ” |

## Ликови
- Чедомир Илић
- Вишња Лазаревић, велика Чедомирова љубав
- Породица Лазаревић
- Породица Јована Матовића
- Бела, кћер Јована Матовића, касније супруга Чедомира Илића
- Радоје Остојић, предузетник у Ужицу, заљубљен у Вишњу Лазаревић

## Чедомир Илић на Брајевом писму
Роман је публикован у три свеске на Брајевом писму 1977. године према издању из 1963. године.

## Чедомир Илић у позоришту
У Народном позоришту у Ужицу постављен је роман Чедомир Илић 1985. године.

## Чедомир Илић у телевизијској серији
Роман је екранизован 1971. године са Мишом Јанкетићем у главној улози. Снимљено је 5 епизода.